# Les Rideaux blancs

Les Rideaux blancs est un moyen métrage français en noir et blanc réalisé par Georges Franju, sorti en 1965. C'est l'un des volets de la trilogie Le Moment de paix, une coproduction franco-germano-polonaise sur le thème de la Seconde Guerre mondiale, dont les deux autres sont Matura de Tadeusz Konwicki et Die weissen Vorhänge de Egon Monk.

## Synopsis
L'histoire d'une vieille femme et d'un enfant pendant les combats de la Libération.

## Fiche technique
- Réalisation : Georges Franju
- Scénario : Marguerite Duras
- Images : Marcel Fradetal
- Musique : Georges Delerue
- Langue originale : français
- Format : 35 mm, noir et blanc
- Ce film est un segment du long métrage commandé par la compagnie allemande Norddeutscher Rundfunk, Le Moment de paix (Der Augenblick des Friedens).

## Distribution
- Hélène Dieudonné
- Michel Robert